# 1907
1907 (MCMVII) a fost un an obișnuit al calendarului gregorian, care a început într-o zi de marți.

## Evenimente

Tablou realizat de Octav Băncilă în anul 1907.

### Februarie
- 21 februarie: Începutul Răscoalei din 1907: În Moldova, Muntenia și Oltenia au loc o răscoală țărănească de mari proporții.

### Martie
- 12 martie: Este adoptat drapelul statului Idaho al Statelor Unite ale Americii.

### Iunie
- 15 iunie-18 octombrie: Convenția de la Haga. A doua conferință de la Haga, Țările de Jos, s-a desfășurat la inițiativa  SUA, a președintelui Theodore Roosevelt.

### August
- 10 august: România: Guvernul publică decretul de amnistiere pentru toți cei implicați în mișcările țărănești. Este eliberat de la Văcărești și Vasile Kogălniceanu, fiul lui Mihail Kogălniceanu, acuzat ca agitator al țăranilor.
- 26 august: În București, la sala Ateneului, are loc al treilea congres internațional al petrolului.

### Septembrie
- 26 septembrie: Noua Zeelandă devine stat independent față de Marea Britanie.

### Noiembrie
- 16 noiembrie: Oklahoma devine cel de-al 46-lea stat al Statelor Unite ale Americii.

### Nedatate
- ianuarie: La București apare bilunar revista "Convorbiri" sub conducerea criticului Mihail Dragomirescu.
- ianuarie: La București apare lunar apoi săptămânal revista ''Floarea darurilor'' condusă de N. Iorga, prima revistă românească dedicată popularizării literaturii străine.
- martie: În urma demisiei guvernului conservator condus de Gh. Gr. Cantacuzino, se formează un guvern liberal prezidat de D.A Sturdza.
- octombrie: A fost deschis hotelul Adlon din Berlin.
- Antanta anglo-rusă. Pact prin care Anglia și Rusia își reglementează disputele coloniale în Persia, Afganistan și Tibet.

## Nașteri

### Ianuarie
- 6 ianuarie: Ion I. Agârbiceanu, fizician român, membru corespondent al Academiei Române (d. 1971)

### Februarie
- 9 februarie: Harold Scott MacDonald Coxeter, matematician canadian (d. 2003)
- 21 februarie: Wystan Hugh Auden, poet englez (d. 1973)

### Martie
4 Martie: Maria Branyas , supra-centenară spaniolă , 117 ani (d.2024)
- 8 martie: Konstantinos Karamanlis, politician grec (d. 1998)
- 9 martie: Mircea Eliade, scriitor și filosof român, istoric al religiilor, profesor la Universitatea din Chicago (d. 1986)

### Aprilie
- 29 aprilie: Fred Zinnemann, regizor american de origine austriacă (d. 1997)

### Mai
- 6 mai: Yasushi Inoue, scriitor japonez (d. 1991)
- 12 mai: Katharine Houghton Hepburn, actriță americană de film, teatru și TV (d. 2003)
- 20 mai: Niky Atanasiu, actor român de teatru și film (d. 1967)
- 22 mai: Laurence Kerr Olivier, actor englez de film și TV (d. 1989)
- 26 mai: John Wayne (n. Marion Michael Morrison), actor american de film (d. 1979)

### Iulie
- 6 iulie: Frida Kahlo, pictoriță mexicană (d. 1954)

### Septembrie
- 18 septembrie: Arșavir Acterian, avocat și scriitor român de etnie armeană (d. 1997)
- 22 septembrie: Maurice Blanchot, scriitor francez (d. 2003)
- 26 septembrie: Dan Botta, poet, eseist și dramaturg român (d. 1958)

### Octombrie
- 18 octombrie: Mihail Sebastian (n. Iosef M. Hechter), scriitor și dramaturg român (d. 1945)
- 26 octombrie: Vasile Vasilache, actor și compozitor român (d. 1944)
- 22 octombrie: Cella Serghi, scriitoare română (d. 1992)
- 27 octombrie: Károly Acsády, scriitor, poet și jurnalist maghiar (d. 1962)

### Noiembrie
- 13 noiembrie: Giovanna a Italiei, soția regelui Boris al III-lea al Bulgariei (d. 2000)
- 15 noiembrie: Claus von Stauffenberg, ofițer german (d. 1944)
- 18 noiembrie: Compay Segundo, muzician cubanez (Buena Vista Social Club), (d. 2003)
- 20 noiembrie: Mihai Beniuc, poet și psiholog român (d. 1988)
- 28 noiembrie: Alberto Moravia, nuvelist italian (d. 1990)

### Decembrie
- 28 decembrie: Nicolae Brânzeu, compozitor și dirijor român (d. 1983)
- 29 decembrie: Ion Luican, interpret român de muzică populară (d. 1992)

## Decese
- 2 februarie: Dmitri Mendeleev, 72 ani, chimist rus (n. 1834)
- 16 februarie: Giosuè Carducci (Giosuè Alessandro Giuseppe Carducci), 71 ani, scriitor italian, laureat al Premiului Nobel (1906), (n. 1835)
- 17 iulie: Hector Malot, 77 ani, scriitor francez (n. 1830)
- 21 iulie: Nicolae Grigorescu, 69 ani, pictor român, fondator al picturii române moderne (n. 1838)
- 6 septembrie: Sully Prudhomme (n. René Francois Armand Prudhomme), 68 ani, scriitor francez, laureat al Premiului Nobel (1901), (n. 1829)
- 7 septembrie: B. P. Hașdeu (Bogdan Petriceicu Hașdeu), 69 ani, enciclopedist, jurist, lingvist, istoric, om politic și scriitor român (n. 1836)
- 8 septembrie: Iosif Vulcan, 66 ani, scriitor și publicist român (n. 1841)
- 8 decembrie: Oscar al II-lea (n. Oscar Frederik), 78 ani, rege al Suediei și Norvegiei (n. 1829)
- 17 decembrie: Lord Kelvin (n. William Thomson), 83 ani, fizician britanic de etnie irlandeză (n. 1824)

## Premii Nobel
- Fizică: Albert Abraham Michelson (SUA)
- Chimie: Eduard Buchner (Germania)
- Medicină: Alphonse Laveran (Franța)
- Literatură: Rudyard Kipling (Regatul Unit)
- Pace: Ernesto Teodoro Moneta (Italia), Louis Renault (Franța)